# Hebron (Dakota del Nord)
Hebron és una població dels Estats Units a l'estat de Dakota del Nord. Segons el cens del 2000 tenia 803 habitants.

## Demografia
Segons el cens del 2000, Hebron tenia 803 habitants, 357 habitatges, i 228 famílies. La densitat de població era de 208,1 hab./km².
Dels 357 habitatges en un 25,8% hi vivien nens de menys de 18 anys, en un 56% hi vivien parelles casades, en un 5,3% dones solteres, i en un 36,1% no eren unitats familiars. En el 34,5% dels habitatges hi vivien persones soles el 20,7% de les quals corresponia a persones de 65 anys o més que vivien soles. El nombre mitjà de persones vivint en cada habitatge era de 2,25 i el nombre mitjà de persones que vivien en cada família era de 2,9.
Per edats la població es repartia de la següent manera: un 24,8% tenia menys de 18 anys, un 4% entre 18 i 24, un 21,8% entre 25 i 44, un 22,8% de 45 a 60 i un 26,7% 65 anys o més.
L'edat mediana era de 45 anys. Per cada 100 dones de 18 o més anys hi havia 83,6 homes.
La renda mediana per habitatge era de 22.283 $ i la renda mediana per família de 30.536 $. Els homes tenien una renda mediana de 24.904 $ mentre que les dones 16.818 $. La renda per capita de la població era de 12.463 $. Entorn del 7,5% de les famílies i el 12% de la població estaven per davall del llindar de pobresa.

## Poblacions més properes
El següent diagrama mostra les poblacions més properes.